# Ben Coleman (homme politique)
Benjamin John Coleman est un homme politique du parti travailliste britannique qui est député de Chelsea et Fulham depuis 2024. Il remporte le siège contre le ministre conservateur Greg Hands.

## Biographie
Il est conseiller travailliste au conseil municipal de Hammersmith et Fulham à Londres depuis 2014 et est chef adjoint du conseil avant son élection au Parlement. Lors des élections générales de 2024, il devient le premier député travailliste à représenter la circonscription de Chelsea et Fulham, battant le Ministre de Londres Greg Hands, par 152 voix.